# Kpata
 Kpata è una città e sottoprefettura della Costa d'Avorio appartenente al dipartimento di Biankouma. Conta una popolazione di 6 741 abitanti (censimento 2014).